# رونالدو تشيلافيرت
رونالدو تشيلافيرت (بالإسبانية: Rolando Chilavert)‏ مواليد 22 مايو 1961 في لوكي، (شقيق حارس المرمى خوسيه لويس تشيلافيرت) هو لاعب كرة قدم باراغواياني سابق كان يلعب في مركز الوسط. سبق له أن لعب في كأس العالم لكرة القدم مع منتخب بلاده في مونديال عام 1986.

## روابط خارجية
- رونالدو تشيلافيرت على موقع الاتحاد الدولي (مؤرشف)  (الإنجليزية)
- رونالدو تشيلافيرت على موقع قاعدة بيانات كرة القدم.إي يو (الإنجليزية)
- رونالدو تشيلافيرت على موقع ناشيونال فوتبول تيمز (الإنجليزية)
- رونالدو تشيلافيرت على موقع عالم كرة القدم.نت (الإنجليزية)